# Для Самы
«Для Самы» (араб. من أجل سما‎, англ. For Sama) — документальный фильм 2019 года Ваад Аль-Катиб, снятый в Алеппо во время гражданской войны в Сирии.

## Сюжет
Сама — дочь режиссёра Ваад Аль-Катиб и её мужа, работающего в госпитале Алеппо. Фильм запечатлевает повседневную жизнь города в военное время и является своеобразным дневником, который спустя годы сможет показать повзрослевшей Саме реальность её детства. На протяжении фильма Ваад Аль-Катиб выступает и как журналист, и как участник гражданской войны.

## Премьера
Мировая премьера фильма состоялась 11 марта 2019 года на фестивале «South by Southwest», где он получил призы Большого жюри и зрительских симпатий как лучший документальный фильм.
В России фильм был представлен в рамках XXI фестиваля «Новое британское кино».

## В ролях
Фильм является образцом документального семейного кинематографа. Роли в фильме исполнили сама режиссёр, её муж и дочь.
- Ваад Аль-Катиб
- Хамза Аль-Катиб
- Сама Аль-Катиб

## Критика и отзывы
- Иан Фрир, «Empire»: «Один из лучших документальных фильмов 2019 года»[7].
- Джордан Минтцер, «The Hollywood Reporter»: «В результате получилась серия глубоко впечатляющих образов, показывающих человеческие жертвы войны, свидетелями которых большинство из нас были у экранов телевизора или компьютера»[8].
- Гай Лодж, «Variety»: «Откровенный, выворачивающий документальный фильм предлагает редкое „окно“ в женский опыт сирийского конфликта»[9].

На сайте «Rotten Tomatoes» фильму присвоен рейтинг 99% (97 рецензий). Сайт «Metacritic» представляет оценку 89 (18 рецензий).

## Награды
- 2019 — «Золотой глаз» Каннского кинофестиваля за лучший документальный фильм[12].
- 2019 — Премия Европейской киноакадемии — Лучший документальный фильм[13].
- 2020 — BAFTA — Лучший документальный фильм[14].
- 2020 — Международная премия Эмми[англ.] — Лучший документальный фильм[15].

Также фильм был номинирован на премию «Оскар» (2020) как лучший документальный полнометражный фильм.